# فرودگاه سامرست
فرودگاه سامرست (به انگلیسی: Somerset Aerodrome) یک فرودگاه همگانی است که یک باند فرود شن دارد و طول باند آن ۷۶۲ متر است. این فرودگاه در کشور کانادا قرار دارد و در ارتفاع ۴۷۶ متری از سطح دریا واقع شده است.